# SCORE (20th Anniversary World Tour)
SCORE (20th Anniversary World Tour) ist das fünfte Livealbum der US-amerikanischen Progressive-Metal-Band Dream Theater. Es ist zudem das Jubiläumsalbum zum 20-jährigem Bestehen der Band und das Abschlusskonzert der Octavarium World Tour vom 1. April 2006 aus der Radio City Music Hall in New York.
Der Titel des Albums ist ein Wortspiel, „Score“ bedeutet zugleich Partitur als auch Punktestand (im Sport) und ist ein altes englisches Zählmaß für 20.

## Das Konzert
Das Konzert stand unter dem Motto „A Very Special Evening with Dream Theater“. Es ist wie folgt aufgebaut: Zunächst wird als sogenanntes „Outro-Intro Tape“ das instrumentale Ende des Lieds „In the Name of God“ des vorletzten Studioalbums, Train of Thought, eingespielt. Es folgt ein fließender Übergang in das erste Lied von Octavarium: „The Root Of All Evil“.
Von dem fast drei Stunden langen Konzert werden etwa anderthalb mit dem Octavarium Orchestra gespielt. Dream Theater spielte von fast jedem Album ein Lied:
- von When Dream and Day Unite: „Afterlife“
- von Images and Words: „Under a Glass Moon“ (plus Metropolis Part 1 mit Orchesterbegleitung in der Zugabe)
- von Awake: „Innocence Faded“
- von Metropolis Pt. 2: Scenes from a Memory : „The Spirit Carries On“
- von Six Degrees of Inner Turbulence: das Titelstück mit Orchesterbegleitung
- von Train of Thought: „Vacant“ (mit Orchester)
- fünf Songs des Albums Octavarium. (davon drei mit Orchesterbegleitung)

Darüber hinaus sind auch zwei unveröffentlichte Lieder auf diesem Livealbum zu finden. „Another Won“ entstand schon unter dem früheren Namen der Band Majesty und war eines der ersten Stücke der Band. „Raise the Knife“ stammt aus der Falling Into Infinity-Session, fand aber nicht den Weg auf das Album.

## Titelliste

### CD 1
1. The Root of All Evil (Dream Theater/Mike Portnoy) – 8:22
2. I Walk Beside You (Dream Theater/John Petrucci) – 4:11
3. Another Won (Dream Theater/John Petrucci) – 5:22
4. Afterlife (Dream Theater/Charlie Dominici) – 5:56
5. Under a Glass Moon (Dream Theater/John Petrucci) – 7:29
6. Innocence Faded (Dream Theater/John Petrucci) – 5:36
7. Raise the Knife (Dream Theater/Mike Portnoy) – 11:43
8. The Spirit Carries On (Dream Theater/John Petrucci) – 9:46

### CD 2 (mit dem Octavarium Orchestra)
1. Six Degrees of Inner Turbulence (John Petrucci, John Myung, Jordan Rudess, Mike Portnoy/John Petrucci, Mike Portnoy) – 41:33
I. Overture (John Petrucci, John Myung, Jordan Rudess, Mike Portnoy) (Instrumental)
II. About to Crash (John Petrucci, John Myung, Jordan Rudess, Mike Portnoy/John Perucci)
III. War Inside My Head (John Petrucci, John Myung, Jordan Rudess, Mike Portnoy/Mike Portnoy)
IV. The Test That Stumped Them All (John Petrucci, John Myung, Jordan Rudess, Mike Portnoy/Mike Portnoy)
V. Goodnight Kiss (John Petrucci, John Myung, Jordan Rudess, Mike Portnoy/Mike Portnoy)
VI. Solitary Shell (John Petrucci, John Myung, Jordan Rudess, Mike Portnoy/John Petrucci)
VII. About to Crash (Reprise) (John Petrucci, John Myung, Jordan Rudess, Mike Portnoy/John Petrucci)
VIII. Losing Time/Grand Finale (John Petrucci, John Myung, Jordan Rudess, Mike Portnoy/John Petrucci)
2. Vacant (John Myung, Jordan Rudess/James LaBrie) – 3:01
3. The Answer Lies Within (Dream Theater/John Petrucci) – 5:36
4. Sacrificed Sons (Dream Theater/James LaBrie) – 10:38

### CD 3 (mit dem Octavarium Orchestra)
1. Octavarium (Dream Theater/James LaBrie, John Petrucci, Mike Portnoy) – 27:29
2. Metropolis Part 1 (Dream Theater/John Petrucci) – 10:39

Die DVD-Version enthält zusätzlich zum Livekonzert eine einstündige Dokumentation mit dem Namen The Score So Far... – 20th Anniversary Documentary, ein Musikvideo und drei Liveaufnahmen, die auf keiner der früheren Live-DVDs zu finden sind.